# Diocèse d'Angra
Le diocèse d'Angra ( portugais : Diocese de Angra   , latin : Dioecesis Angrensis) est une église particulière de l’Église catholique correspondant à l'archipel portugais des Açores.
Son siège est situé à Angra do Heroísmo, sur l'île de Terceira. Le siège est actuellement vacant.

## Histoire

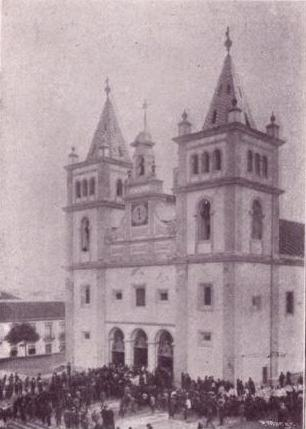
La cathédrale d'Angra do Heroísmo en 1903

Les Açores, comme toutes les îles et terres découvertes au cours de l'âge portugais des découvertes, ont commencé comme juridiction de l'Ordre du Christ.
Après la création du diocèse de Funchal en 1514, les communautés des Açores ont commencé à relever de sa juridiction. À la suite d'une requête du roi Jean III du Portugal, le pape Clément VII créa le diocèse de São Miguel (São Salvador), mais le pape mourut le 31 janvier 1533 avant que la bulle papale ne soit publiée. Le roi Jean III souhaitait la création de deux nouveaux diocèses, l'un pour les îles des Açores et l'autre pour les colonies établies le long de la côte ouest-africaine.
Le 3 novembre 1534, le pape Paul III publie la bulle Æquum reputamus, qui réorganise l’Église catholique de l'empire naissant du Portugal en respectant les demandes de Jean III. Il crée donc le diocèse le diocèse d'Angra pour les Açores. Cette bulle appartenait à une série de décrets et de concessions au clergé portugais, à commencer par la bulle Dum diversas, publiée le 18 juin 1452.
D'abord suffragant de l'archidiocèse de Funchal (redevenu en 1551 un simple diocèse), il devient suffragant de l'archidiocèse de Lisbonne en 1550. Il était vacant de 1637 à 1671.

### Évêques d'Angra
Depuis sa création, le diocèse d'Angra a été gouverné par les évêques suivants :
- Agostinho Ribeiro (1534-1540)
- Rodrigo Pinheiro (1540-1552)
- Jorge de Santiago, OP (1552-1561)
- Manuel de Almada (1564-1567)
- Nuno lvares Pereira (1568-1570)
- Gaspar de Faria (1571-1576)
- Pedro de Castilho (1578-1583)
- Manuel de Gouveia (1584-1596)
- Jerónimo Teixeira Cabral (1600-1612)
- Agostinho Ribeiro (1614-1621)
- Pedro da Costa (1623-1625)
- João Pimenta de Abreu (1626-1632)
- António da Ressurreição, OP (1635-1637)
- Lourenço de Castro, OP (1671-1678)
- João dos Prazeres, OFM (1683–1685)
- Clemente Vieira, OAD (1688–1692)
- António Vieira Leitão (1694-1714)
- João de Brito et Vasconcelos (1718)
- Manuel lvares da Costa (1721-1733)
- Valério do Sacramento, OFM (1738-1757)
- António Caetano da Rocha (1758–1772)
- João Marcelino dos Santos Homem Aparício (1774–1782)
- José da Avé-Maria Leite da Costa e Silva (1783-1799)
- José Pegado de Azevedo (1802-1812)
- Alexandre da Sagrada Familia, OFM (1816-1818)
- Manuel Nicolau de Almeida, OCD (1820-1825)
- Estêvão de Jesus Maria, OFM (1827-1870)
- João Maria Pereira de Amaral e Pimentel (1872-1889)
- Francisco Maria do Prado Lacerda (1889-1891)
- Francisco José Ribeiro Vieira e Brito (1892-1901)
- José Manuel de Carvalho (1902-1904)
- José Correia Cardoso Monteiro (1905-1910)
- Manuel Damasceno da Costa (1915-1922)
- António Augusto de Castro Meireles (1924-1928)
- Guilherme Augusto Inácio de Cunha Guimarães (1928-1957)
- Manuel Afonso de Carvalho (1957-1978)
- Aurélio Granada Escudeiro (1979-1996)
- António de Sousa Braga (1996-2016)
- Joao Evangelista Pimentel Lavrador (2016-2021)

## Diocèse

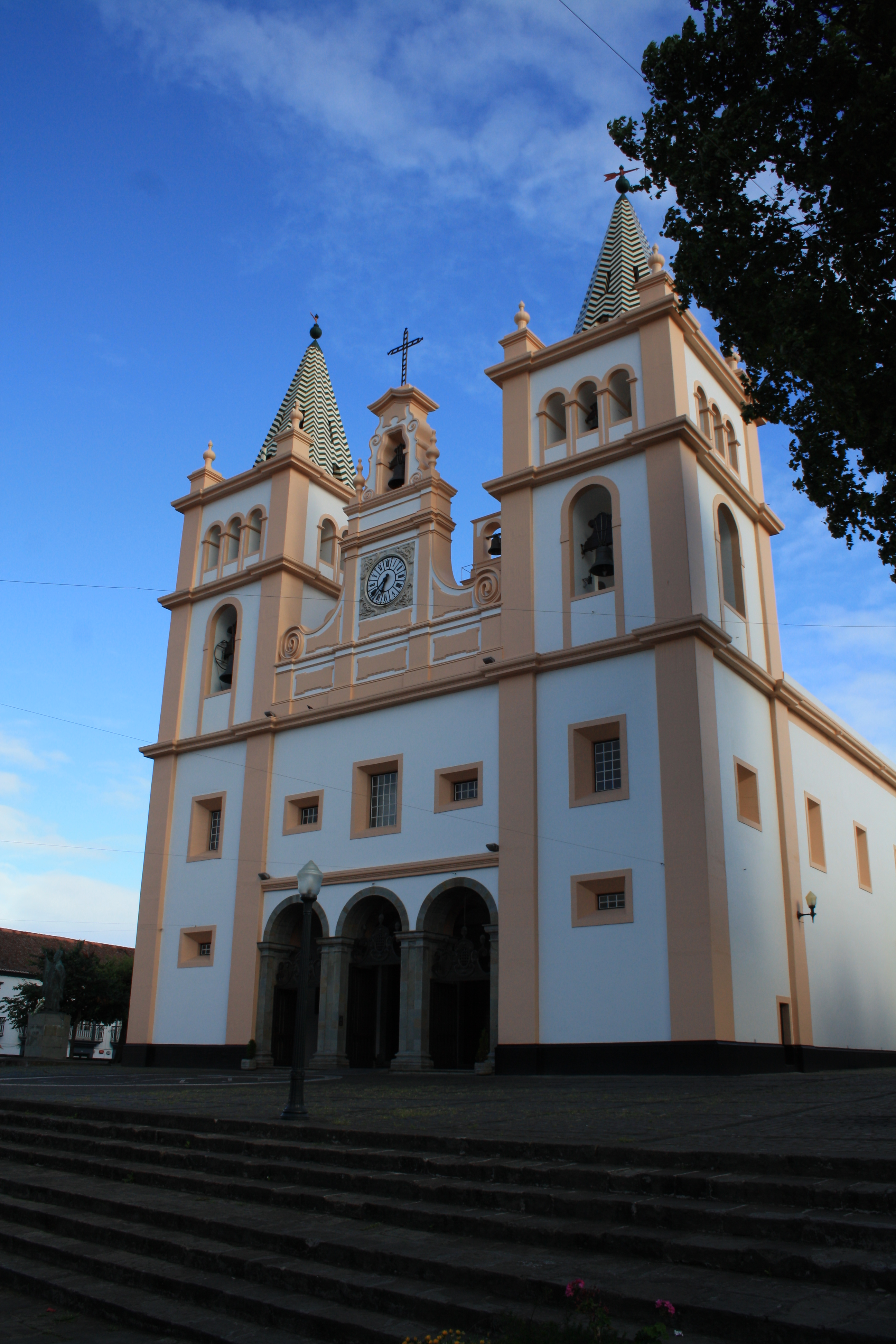
La cathédrale à la fin du XXe siècle

Le diocèse reste un suffragant du patriarcat de Lisbonne, dirigé par le cardinal Manuel Clemente, et dessert l'ensemble de l'archipel des Açores,.